# イズセンリョウ属
イズセンリョウ属（イズセンリョウぞく、Maesa）はサクラソウ科に属する植物の属の一つ。
かつてはヤブコウジ科とされていたが、APG体系（第2版まで）では単独でイズセンリョウ科（Maesaceae）とし、さらにAPG IIIではサクラソウ科の亜科としている。
常緑の低木から小低木。葉は互生、柄がある。花は両性または単性で、子房は半下位。花弁は5枚が合生し鐘状あるいは筒状になる。雄蘂は基部が花弁と癒合して花弁から出ているように見える。果実は液果または蒴果で、多数の種子を含む（ヤブコウジ科とされていた他属では1個または少数）。
150種ほどを含み、旧世界の熱帯・亜熱帯に分布する。日本には二種が自生している。イズセンリョウが関東南部以南に普通に見られる蔓状の低木で、森林の林床にはえ、白い実をつける。もう一種のシマイズセンリョウはイズセンリョウに似て、九州南部以南、南西諸島に見られる。